# Dirk Wrobel
Dirk Wrobel (* 18. Juni 1983 in Stuttgart) ist ein deutscher ehemaliger Eishockeyspieler, der bis 2010 bei den Bietigheim Steelers in der 2. Bundesliga unter Vertrag stand.

## Karriere
Wrobel begann seine Karriere im Jahr 2000 beim SC Bietigheim-Bissingen. Der damals 17-jährige gehörte sofort dem Stammkader an und absolvierte in seiner ersten Spielzeit 38 Partien für die Steelers. Dabei konnte er keinen Scorerpunkt erzielen. In den folgenden Jahren steigerte sich der Defensivspieler und erhöhte seine Punkteausbeute stetig. Zur Saison 2003/04 schloss er sich dem REV Bremerhaven an, der damals in der Oberliga aktiv war. Der Deutsche konnte mit dem REV schließlich zum Ende der Spielzeit in die zweithöchste deutsche Liga, die 2. Bundesliga, aufsteigen.
Im Sommer 2005 nahmen ihn die Verantwortlichen seines Heimatvereins, der Bietigheim Steelers, unter Vertrag, für die Wrobel seitdem die Schlittschuhe schnürt. Die Saison 2007/08 war die beste Spielzeit in seiner Karriere. Der Linksschütze absolvierte insgesamt 57 Ligaspiele und konnte dabei 25 Scorerpunkte erzielen. Wrobel gehörte somit zu den punktbesten Verteidigern im Team. Da Ende Oktober 2008 mehrere Lizenzspieler von den Grizzly Adams Wolfsburg auf Grund von Verletzungen ausfielen, stattete das Management der Wolfsburger sowohl Dirk Wrobel, als auch seinen Teamkollegen Alexander Dotzler mit einer Förderlizenz aus. Beide waren somit auch für das DEL-Team spielberechtigt. Beide Spieler absolvierten allerdings nur jeweils ein Spiel für die Wolfsburger.
Nach der Saison 2009/10 beendete Wrobel seine aktive Eishockeykarriere im Alter von 26 Jahren.

### International
Bei der U18-Weltmeisterschaft 2001 erreichte Dirk Wrobel mit der deutschen Juniorennationalmannschaft das Viertelfinale und letztendlich den fünften Platz. Somit konnte der Klassenerhalt gesichert werden. In den acht Spielen, die er absolvierte, konnte der Verteidiger einen Assist erzielen. Zwei Jahre später wurde er erneut für die Juniorennationalmannschaft nominiert, mit der er an der U-20-Weltmeisterschaft 2003 in Kanada teilnahm. Mit einem abschließenden neunten Platz stieg der Defensivspieler mit seinem Team in die B-WM ab. Wrobel kam in sechs Partien zum Einsatz und konnte dabei zwei Mal punkten.

## 2. Bundesliga-Statistik
(Stand: Ende der Saison 2009/10)